# Eschbach (Dolny Ren)
Eschbach – miejscowość i gmina we Francji, w regionie Grand Est, w departamencie Dolny Ren.
Według danych na rok 1990 gminę zamieszkiwały 922 osoby, 232 os./km².